# ERT Formula E Team
ERT Formula E Team (de son nom complet Electric Racing Technology), anciennement China Racing,  NEXTEV NIO, NIO 333 Racing et NIO Formula E Team est une écurie de sport automobile chinoise (de 2014 à 2017, et depuis 2019), précédemment britannique (de 2017 à 2019), fondée en 2007. Après des expériences en championnat du monde FIA GT1, en A1 Grand Prix et en Superleague Formula, elle s'engage en championnat de Formule E FIA, dès la saison inaugurale en 2014. Le support technique de l'écurie est assuré par la formation espagnole Campos Racing.
Grâce à leur pilote Nelson Piquet Jr, l'équipe remporte le tout premier titre pilote de l'histoire de la Formule E en 2014

## Depuis 2014: Championnat du monde de Formule E FIA
À Paris, le 27 février 2013, Steven Lu et Yu Liu, anciennement en A1 Grand Prix et en Superleague Formula, annoncent la création de China Racing, qui devient la deuxième écurie officialisée par la FIA en Championnat du monde de Formule E FIA.

### Saison 2014-2015: Première saison et le titre pilotes pour Nelsinho Piquet

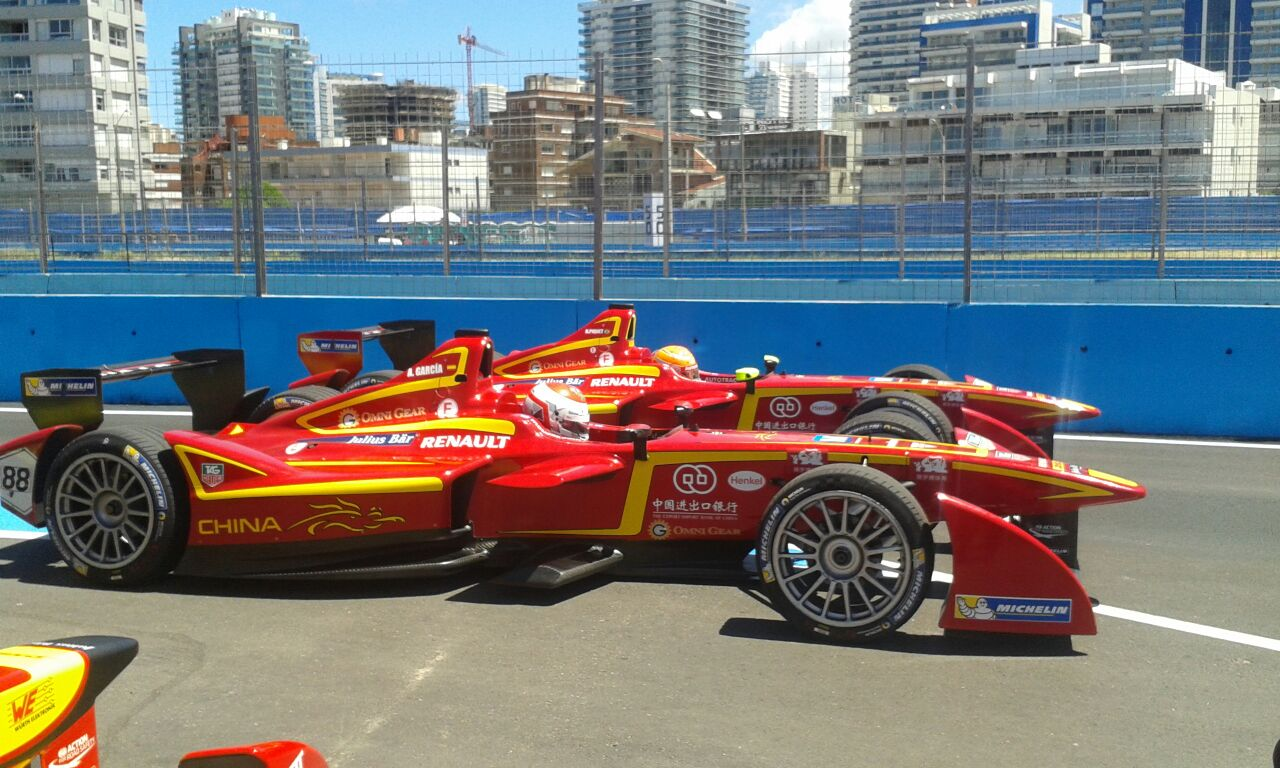
Les deux voitures du China Racing à Punta del Este pour le troisième ePrix de la saison 2014-2015.

Considérant la Formule E comme un « véritable défi », Nelsinho Piquet est le premier pilote de l'équipe à marquer des points avec une huitième place à domicile à Pékin. La course en Malaisie se passe très mal pour la jeune formation qui ne termine pas dans les points. Pour la manche uruguayenne, l'équipe chinoise voit le départ de son pilote chinois Ho-Pin Tung qui est remplacé par le pilote de réserve Antonio García. Mais China Racing et Nelson Piquet Jr. se montrent dans le rythme et parviennent à terminer la course à une surprenante deuxième position. À Buenos Aires, dans la plus grande confusion, Nelson Piquet termine troisième de la course alors qu'il pensait qu'il n'était pas dans le même tour du vainqueur, ayant eu des problèmes de communication avec son équipe.e
Croyant au titre, Nelson Piquet redouble ses efforts et parvient à décrocher sa première victoire de la saison. En partenariat technique et financier avec NEXTEV depuis un mois, l'équipe décide de changer son nom en NEXTEV Team China Racing et change de livrée, en optant pour une parure grise et jaune. Alors que Nelsinho Piquet brille, la deuxième voiture engagée récolte moins de succès, quels que soient les pilotes : Tung est ainsi remplacé par Charles Pic qui ne fait mieux qu'une huitième place à Monaco. Toujours aux avant-postes, Piquet se hisse en tête du championnat à trois courses du terme de la saison.

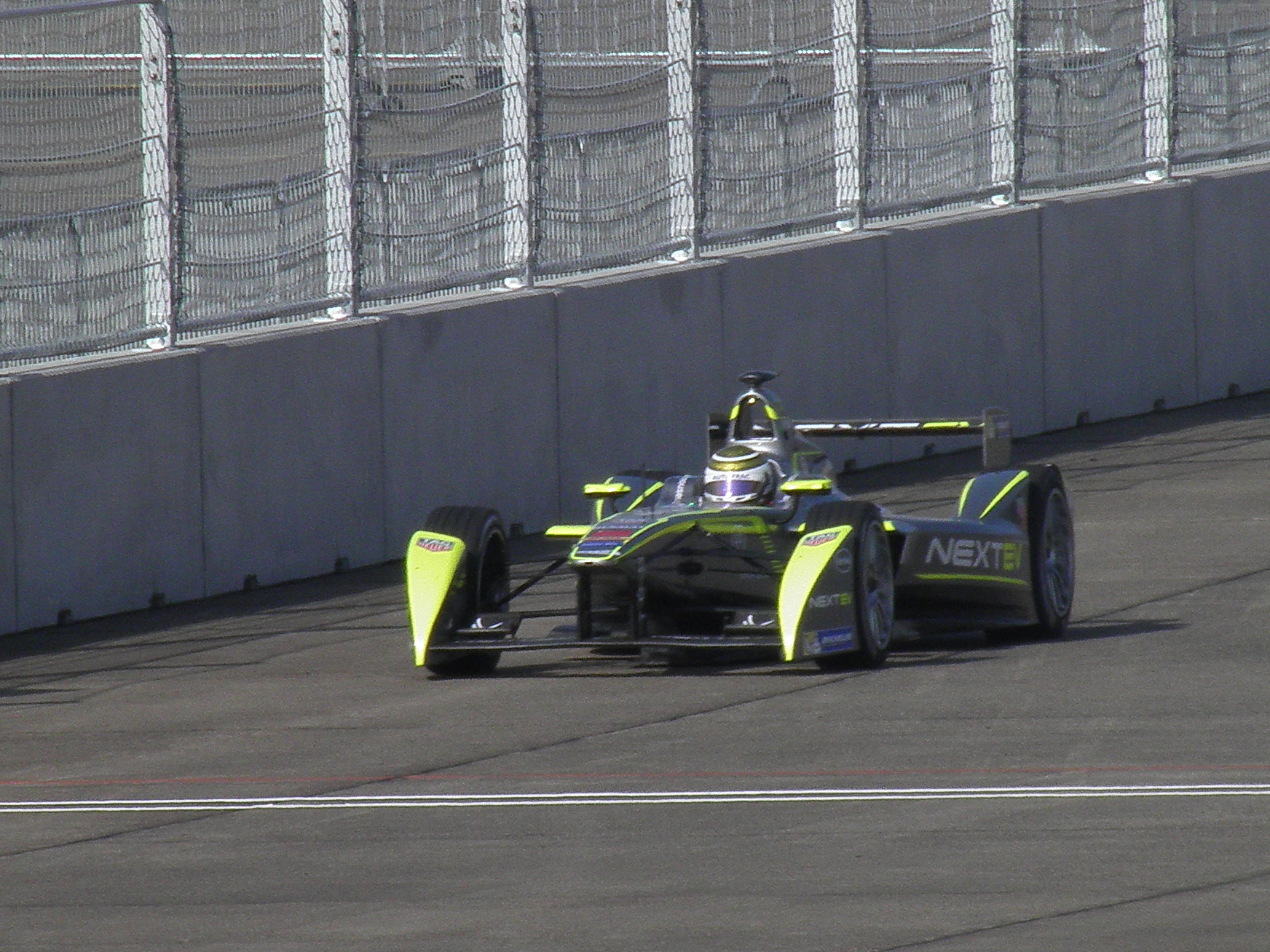
Nelsinho Piquet à Berlin, aux couleurs de NEXTEV TCR.

Nelsinho Piquet et China Racing se rapprochent de plus en plus d'un titre chez les pilotes, avec la deuxième victoire de la saison, à Moscou, alors que son rival Sébastien Buemi est pénalisé,. Pour la dernière manche, composée de deux courses, Oliver Turvey fait son apparition aux côtés du Brésilien, qui possède 17 points d'avance sur son plus proche rival. Lors de la première course, Sébastien Buemi s'impose alors que Piquet termine cinquième, ce qui fait fondre l'avance de Piquet à cinq points sur son dauphin au lieu de dix-sept. NEXTEV TCR perd ses dernières chances pour le titre constructeurs avec le sacre de e.dams-Renault. Lors de la dernière course, parti du fond de grille, il parvient à remonter le peloton et à terminer septième, ce qui lui permet de conserver un point d'avance sur Buemi et d'être sacré champion des pilotes. L'écurie, quant à elle, termine quatrième. Selon Piquet, China Racing « a commencé la saison sans savoir si [elle] pouvait faire toute la saison » et déclare même que l'équipe était « perdue » après la première course, mais que la communication a permis à l'équipe de s'élever, pour finalement remporter le titre des pilotes.

### Saison 2015-2016: deuxième saison compliquée avec Piquet et Turvey
Pour la saison 2015-2016, le groupe moteur est préparé par NEXTEV TCR, ce qui n'était pas permis lors de la première saison, le choix est fait d'adopter un double moteur, un pour chaque roue, à un seul rapport. Des problèmes techniques, notamment de refroidissement et de transmission de puissance, liés à ce nouveau groupe propulseur gênent leur pré-saison et le bon déroulement des premiers essais d'avant-saison. Côté pilotes, Nelson Piquet Jr. est prolongé pour plusieurs saisons avant la dernière manche de la saison 2014-2015. Il est accompagné d'Oliver Turvey, confirmé pour disputer une saison complète.
Les soucis de pré-saison se confirment lors du premier ePrix à Pékin. Au cours des essais, Nelson Piquet Jr. s'accidente dans la pitlane alors que son accélérateur reste bloqué et, surtout, les deux voitures sont à plus de 3 secondes des meilleurs temps. À la suite des qualifications, Oliver Turey s'élance de la 15e position et Nelson Piquet Jr. 18e et dernier, les monoplaces du Trulli Formule E Team ne prenant pas le départ de cette épreuve. Néanmoins, à la suite d'un drapeau jaune durant son passage au stand, Turvey arrive à décrocher une belle sixième place et, en dépit des difficultés rencontrées, marque ainsi des points dès la première course de la saison alors que son coéquipier brésilien termine 15e à deux tours du vainqueur, Sébastien Buemi.
L'équipe Chinoise terminera 9e avec 19 points au Championnat constructeurs.

### Saison 2016-2017: troisième saison avec Turvey et Piquet meilleure qu'en 2016
Saison meilleure et plus régulière pour la troisième saison en Formule E pour l'équipe Chinoise. Le duo de pilotes ne change pas, Oliver Turvey et Nelsinho Piquet sont toujours titulaires dans l'équipe. L'équipe termine 9 fois dans les points sur les 12 courses dont un doublés dans les points à Buenos-Aires et une très bonne régularité avec 1 seul abandon pour Nelsinho Piquet à Mexico. La dernière partie de saison est plus timide avec notamment 6 courses d'affilée sans points pour Oliver Turvey.

### Saison 2017-2018: quatrième saison, Oliver Turvey reste et recrutement de Luca Filippi et Ma Qing Hua
Quatrième saison en Formule E pour NIO qui courait sous pavillon Chinois et qui passe sous pavillon Britannique pour la saison 2017-2018. Oliver Turvey effectue sa 4e saison en Formule E et l'écurie se sépare de Nelsinho Piquet et engage Luca Filippi et Ma Qing Hua. Oliver Turvey termine 10e avec 48 points et monte sur son premier podium en Formule E à Mexico pour la quatrième manche de la saison. La saison est plus compliquée pour Luca Filippi avec une 21e place au championnat pilotes et 1 seul point marqué lors de la course d'ouverture à Hong Kong. Ma Qing Hua effectu deux courses pour l'équipe à Paris et à New York et ne marque aucun point. L'équipe termine 8e avec 49 points au championnat Constructeurs mais des progrès sont attendus pour la prochaine saison en 2018-2019 avec l'entrée des nouvelles monoplaces, les Gen2.

### Saison 2018-2019: cinquième saison pour Oliver Turvey et recrutement du Français Tom Dillmann
Cinquième saison en Formule E pour l'équipe mais celle-ci est bien compliquée. Oliver Turvey terminera 3 fois dans les points et terminera 20e avec 7 points marqués à Santiago, Hong Kong et Berne. Tom Dillmann terminera 23e du Championnat et ne marquera aucun point pour l'équipe qui terminera 11e et dernier du Championnat Constructeurs avec 7 points. Des progrès sont obligatoires pour l'avenir de l'équipe en Formule E après une saison 2018-2019 compliquée pour la première saison de l'ère ''Gen2''.

### Saison 2019-2020: sixième saison pour Oliver Turvey, retour de Qing Hua et recrutement de Daniel Abt pour Berlin
Sixième saison en Formule E pour NIO qui garde Oliver Turvey qui assure beaucoup d'expérience et de bons résultats dans les bons jours de l'équipe. Ma Qing Hua est de retour dans l'équipe pour les cinq premières courses de la saison (Dariya, Santiago, Mexico et Marrakech) mais ne marquera aucun point pour l'équipe. Après une pause de trois mois en raison de la pandémie de Covid-19, l'équipe Britannique se sépare de Ma Qing Hua et recrute Daniel Abt (écarté de chez Audi après 5 saisons complètes dans la firme Allemande) pour les 6 dernières courses de la saison sur le circuit de Tempelhof à Berlin en août, l'Allemand très expérimenté en Formule E ne marquera aucun point pour l'équipe due à une voiture en manque de performances depuis le début de la saison. Les progrès attendus après une saison 2018-2019 décevante n'ont pas été au rendez-vous pour cette sixième saison, avec Oliver Turvey qui n'a marqué aucun point durant toute la saison. L'équipe Britannique termine 12e et dernière du championnat avec aucun point inscrit, une première depuis la création de l'écurie.

### Saison 2020-2021: septième saison en Formule E pour Oliver Turvey et recrutement de Tom Blomqvist
La saison débute bien pour l'équipe Britannique avec plusieurs entrées dans les points dont une 6e place comme meilleur résultat pour Oliver Turvey et une 8e place pour Tom Blomqvist qui vient de rejoindre l'équipe. Le reste de la saison sera compliqué avec une seule apparition en Super pôle pour Tom Blomqvist en Course 1 à Londres et 5 points inscrits pour l'équipe tandis qu'Oliver Turvey inscrit 13 points pour le compte de NIO, amenant l'équipe à terminer à nouveau 12e et dernière du championnat avec 18 points, plus de 25 points derrière la 11e place assurée par Dragon-Penske Autosport.

## Résultats en Championnat du monde de Formule E
| Saison    | Ecurie             | Génération | Moteur        | Pilotes                                                              | Nombre de e-prix | Victoires | Podiums | Points | Classement |
| --------- | ------------------ | ---------- | ------------- | -------------------------------------------------------------------- | ---------------- | --------- | ------- | ------ | ---------- |
| 2014-2015 | China Racing       | Gen1       | Spark-McLaren | Ho-Pin Tung Nelsinho Piquet Antonio Garcia Charles Pic Oliver Turvey | 11               | 2         | 4       | 152    | 4e         |
| 2015-2016 | NEXTEV TCR         | Gen1       | Spark-NIO     | Nelsinho Piquet Oliver Turvey                                        | 10               | 0         | 0       | 19     | 9e         |
| 2016-2017 | NEXTEV NIO         | Gen1 EVO   | Spark-NIO     | Nelsinho Piquet Oliver Turvey                                        | 12               | 0         | 0       | 59     | 6e         |
| 2017-2018 | NIO Formula E Team | Gen1 EVO   | Spark-NIO     | Luca Filippi Oliver Turvey Ma Qing Hua                               | 12               | 0         | 1       | 47     | 8e         |
| 2018-2019 | NIO Formula E Team | Gen2       | Spark-NIO     | Oliver Turvey Tom Dillmann                                           | 13               | 0         | 0       | 7      | 11e        |
| 2019-2020 | NIO 333 Racing     | Gen2       | Spark-NIO     | Oliver Turvey Ma Qing Hua Daniel Abt                                 | 11               | 0         | 0       | 0      | 12e        |
| 2020-2021 | NIO 333 Racing     | Gen2       | Spark-NIO     | Oliver Turvey Tom Blomqvist                                          | 15               | 0         | 0       | 18     | 12e        |
| 2021-2022 | NIO 333 Racing     | Gen2       | Spark-NIO     | Oliver Turvey Dan Ticktum                                            | 16               | 0         | 0       | 7      | 10e        |
| 2022-2023 | NIO 333 Racing     | Gen3       | Spark-NIO     | Sérgio Sette Câmara Dan Ticktum                                      | 16               | 0         | 0       | 42     | 9e         |